# Yuetan, Henan
Yuetan (kinesiska: 岳滩, 岳滩镇) är en köping i Kina. Den ligger i provinsen Henan, i den centrala delen av landet, omkring 82 kilometer väster om provinshuvudstaden Zhengzhou. Antalet invånare är 38 584. Befolkningen består av 18 884 kvinnor och 19 700 män. Barn under 15 år utgör 17,0 %, vuxna 15-64 år 73 %, och äldre över 65 år 8,0 %.
Genomsnittlig årsnederbörd är 666 millimeter. Den regnigaste månaden är juli, med i genomsnitt 134 mm nederbörd, och den torraste är december, med 7 mm nederbörd.